# El sacrificio (álbum)
El Sacrificio es el decimoctavo disco de estudio del cantautor Fito Páez, que salió a la venta el 18 de junio del 2013. Es un material al que el músico presenta como: "Un disco de canciones malditas, es como mi álbum negro… es un disco poco amable que reúne canciones sórdidas que compuse entre 1989 y 2013". La expresión "álbum negro" hace referencia a The Black Album, el disco grabado a fines de los años 80 por Prince, con contenido poco comercial y que recién se editó en 1994. Por la misma época de fines de los '80s, Fito Páez mostraba una gran influencia de Prince, que luego se fue perdiendo, especialmente a partir del boom comercial de El amor después del amor.
Al principio el público solo pudo acceder al CD únicamente a través de la plataforma digital de iTunes o en la gira-festejo de El amor después del amor 20 años, donde los asistentes a las dos presentaciones en el Luna Park se llevaron de forma gratuita el CD de "El Sacrificio". Luego salió a la venta en formato "físico". Fito Páez describió al año 2013 como uno muy prolífico para él, con tres discos y una novela en marcha, explicando también que consideraba El Sacrificio como el primer capítulo de esta nueva etapa.

## Estilo y recepción crítica
El álbum al que Páez considera un disco maldito reúne canciones que el rosarino compuso entre 1989 y 2013, es decir que atraviesa distintas etapas y decenas de cambios en su banda. Consecuentemente, el estilo de las canciones también es variable, incluyendo momentos de funk, de jazz, de música latina, de rap y rock. 
La canción "El sacrificio" originalmente fue grabada para El amor después del amor pero fue descartada por ser demasiado oscura, años después quiso incluirla en Abre pero tampoco lo hizo. "Mouchette" data de la época de Circo beat. "El fantasma canibal" viene de Abre. "Esto podría haber sido una canción" data de 1989. "Inglaterra" la tocó por primera vez en 1999 al igual que "El mal vino y la luz". "La puta diabla" es también el título de su primera novela publicada en 2013.
En el año 2020, en un website en el que se rankeó los discos de Páez "de peor a mejor", "El Sacrificio" quedó en el puesto 17 de sus 19 discos. Sólo Rey Sol y Dreaming Rosario fueron considerados de calidad inferior a éste. En la reseña se menciona que "los discos de 2000 tienen el sabor de una búsqueda que no termina de concretarse".
También en el sitio internacional de reseñas discográficas Rateyourmusic es uno de los discos de Páez que peores puntajes recibió, con un puntaje de 2.11 sobre 5 posibles.
Por otra parte el álbum también recibió críticas positivas, haciendo énfasis en la recuperación del celebrado estilo de Fito de fines de los ochenta y principios de los noventa, con creatividad musical y letras surrealistas y oscuras.

## Lista de canciones
1. El sacrificio
2. Esto podría haber sido una canción
3. Guerra de luz
4. Mouchette
5. El fantasma caníbal
6. No la chingues buey
7. El mal vino y la luz
8. Inglaterra
9. El dolor
10. La puta diabla